# Lovedean
Lovedean – wieś w Anglii, w hrabstwie Hampshire, w dystrykcie East Hampshire. Leży 30 km na południowy wschód od miasta Winchester i 92 km na południowy zachód od Londynu.